# Michael Schwarzmaier
Michael Schwarzmaier (* 11. September 1940 in Frankfurt am Main) ist ein deutscher Schauspieler, Synchronsprecher, Hörspiel- und Hörbuchsprecher.

## Leben
Schwarzmaier studierte nach dem Abitur sieben Semester Germanistik. Er begann an Studententheatern und nahm Schauspielunterricht bei Else Bongers, Gesangsunterricht bei Elsa Varena und Tanz/Pantomimeunterricht bei Ruth-Marie Strakosch.
1965/66 debütierte er an der Landesbühne in Verden (Aller). 1966/67 spielte er am Deutschen Theater Göttingen, 1967/68 an den Städtischen Bühnen Münster, 1968 bis 1971 am Niedersächsischen Staatstheater Hannover, 1971/72 an den Deutschen Kammerspielen in Buenos Aires, 1972 bis 1974 an den Münchner Kammerspielen und 1974 am Berliner Hansa-Theater. Danach war er freischaffend tätig.
Bekannt ist er für seine Rolle des Joachim Herbolz in Lotta in Love, die er von 2006 bis 2007 spielte. Als Synchronsprecher lieh er unter anderem Daniel Stern und James Warwick seine Stimme. In der Serie Law & Order sprach er in den ersten vier Staffeln Chris Noth. Außerdem synchronisierte er einige Animes, darunter den Erzähler in Pokémon (von 1999 bis 2012) und Soun Tendo in Ranma ½. Seit 1989 ist er außerdem immer wieder in der Rolle des Doktors in der britischen Science-Fiction-Serie Doctor Who zu hören und lieh darin unter anderem William Hartnell, Patrick Troughton, Jon Pertwee, Tom Baker, Peter Davison, Colin Baker und Sylvester McCoy in mehreren Folgen seine Stimme.
In den Serien Die Simpsons, Family Guy und South Park synchronisiert Schwarzmaier jeweils als Nachfolger von Randolf Kronberg, Reinhard Brock und Hartmut Neugebauer die Charaktere Joseph Quimby, John Herbert und Marvin Marsh.
Schwarzmaier hat über 100 Hörbücher gesprochen, unter anderem von Agatha Christie, Stanislaw Lem, Luc Deflo, Jon Evans, Hademar Bankhofer, Lynn Brittney, Chris Kuzneski, Mathias Voelchert, Andreas Föhr, Alfons Schuhbeck, Marc Ritter, Manni Breuckmann, Yann Sola, Douglas Adams, Lee Child etc.
Neben Deutsch spricht Schwarzmaier auch Englisch, Französisch und Spanisch. Er lebt in München.
Schwarzmaier war von 1983 bis 2016 mit Michaela Schwarzmaier, geb. Steinhoff, verheiratet. Aus der Ehe gingen drei Kinder hervor; die Schauspielerin Katharina Schwarzmaier, die Eventmanagerin Caroline Schwarzmaier und der Synchronsprecher Tim Schwarzmaier.

## Filmografie

### Serien
- 1974: Der Herr Kottnik (Fernsehserie, mehrere Folgen)
- 1976: Freiwillige Feuerwehr
- 1976: Inspektion Lauenstadt – 13 Folgen
- 1978: Lady Audleys Geheimnis (Zweiteiler)
- 1978: Vorsicht! Frisch gewachst (Vorabendserie ARD, 13 Folgen)
- 1980: Felix und Oskar
- 1982: Die Knapp-Familie
- 1983–1987: Kontakt bitte…
- 1983: Unsere schönsten Jahre
- 1984: Gespenstergeschichten
- 1985: Die Schwarzwaldklinik (Fernsehserie, Folge Der Dieb)
- 1992: Happy Holiday (Fernsehserie, 1 Folge)
- 1993: Rußige Zeiten
- 1995: Jede Menge Leben
- 1999: Dr. Stefan Frank – Der Arzt, dem die Frauen vertrauen – Lebendig eingemauert
- 2004: Poldi & Drecksau
- 2006–2007: Lotta in Love
- 2008: Chiemgauer Volkstheater (3 Folgen)
- 2011: Die Rosenheim-Cops – Tod eines Schiris
- 2011: Mord in bester Gesellschaft – Das Ende vom Lied (Folge 8)
- 2012: Rote Rosen
- 2023: Hubert ohne Staller (Fernsehserie, Folge Lehrer sind auch nur Menschen)

### Filme
- 1973: Der Hausmeister
- 1974: Die Bettelprinzess
- 1977: Der Fall Winslow
- 1977: Unordnung und frühes Leid
- 1980: Girls
- 1980: Die Undankbare
- 1987: Hatschipuh
- 1995: Drei Frauen und (k)ein Mann
- 1995: Coswig und Sohn
- 2004: Crazy Race 2 – Warum die Mauer wirklich fiel
- 2005: Erkan & Stefan in Der Tod kommt krass
- 2006: Kunstfehler
- 2007: Alma ermittelt – Tango und Tod
- 2008: Das Geheimnis des Königssees

### Synchronrollen (Auswahl)

#### Filme
- 1979: Henry Fonda als Chad Hanna in Der Tod des alten Zirkuslöwen
- 1985: Randolph Mantooth als Det. Joe Nez in Der Schrecken der London Bridge
- 1987: Alec Baldwin als Col. William Barrett Travis in Alamo – 13 Tage bis zum Sieg
- 1990: Daniel Stern als Marv Merchants in Kevin – Allein zu Haus
- 1992: Daniel Stern als Marv Merchants in Kevin – Allein in New York
- 1994: Enrique in Weihnachten mit Willy Wuff
- 2001: Artus de Penguern als Schriftsteller in Die fabelhafte Welt der Amélie
- 2003: Bruce Boxleitner als Agent Nicholas Preston in Eiskalte Stille
- 2007: Dan Castellaneta als Bürgermeister Quimby in Die Simpsons – Der Film

#### Serien
- 1963–1966/1983/2013: William Hartnell als Der Doktor in Doctor Who (Folgen wurden erst 2018 aufgenommen)
- 1982–1984/2013: Peter Davison als Der Doktor in Doctor Who (Folgen wurden erst 2017 aufgenommen)
- 1983: Richard Hurndall als Der Doktor in Doctor Who
- 1983–1990: Lorenzo Lamas als Lance Cumson in Falcon Crest
- 1983/2013: Tom Baker/Jon Pertwee/Patrick Troughton als Der Doktor in Doctor Who
- 1984–1990: Michael Gross als Steven Keaton in Familienbande
- 1984–1986/2013: Colin Baker als Der Doktor in Doctor Who
- 1987–1989/2013: Sylvester McCoy als Der Doktor in Doctor Who
- 1994: Albie Selznick als Detective McKittrick in Columbo: Zwei Leichen und Columbo in der Lederjacke
- 1997–2000: Geoff Pierson als Jack Malloy in Auf schlimmer und ewig
- 1999–2012: Unshô Ishizuka als Erzähler (1. Stimme) in Pokémon
- 2002: Ryunosuke Ohbayashi als Soun Tendo in Ranma ½
- seit 2003: Iemasa Kayumi/Seiji Sasaki als Nefeltari Kobra/Bruno in One Piece
- 2013: Paul McGann als Der Doktor in Doctor Who
- 2017: Alan Thicke als Alan Thicke in This Is Us – Das ist Leben
- 2023: Tamer Burjaq als Grizzly in One Piece (Live-Action-Serie)

## Hörbücher (Auswahl)
- 2008: Arcanum Im Zeichen Des Kreuzes von Chris Kuzneski, Audio Media Verlag München, 6 CDs, 450 Min., ISBN 978-3-86804-499-7.
- 2010: Der Prinzessinnenmörder von Andreas Föhr, Audio Media Verlag München, 6 CDs, gekürzt 366 Min., ISBN 978-3-86804-581-9.
- 2010 / 2016: Father Browns Einfalt : 12 Father Brown Krimis von G. K. Chesterton, Übersetzung von Hanswilhelm Haefs, cc-live, ISBN 978-3-95616-405-7.
- 2010 / 2016: Father Browns Weisheit : 12 Father Brown Krimis von G. K. Chesterton, Übersetzung von Hanswilhelm Haefs, cc-live, ISBN 978-3-95616-410-1.
- 2011 / 2016: Father Browns Unglaube : 8 Father Brown Krimis von G. K. Chesterton, Übersetzung von Hanswilhelm Haefs, cc-live, ISBN 978-3-95616-415-6.
- 2011 / 2016: Father Browns Geheimnis : 10 Father Brown Krimis von G. K. Chesterton, Übersetzung von Hanswilhelm Haefs, cc-live, ISBN 978-3-95616-420-0.
- 2012 / 2016: Father Browns Skandal : 10 Father Brown Krimis von G. K. Chesterton, Übersetzung von Hanswilhelm Haefs, cc-live, ISBN 978-3-95616-425-5.
- 2012: Schafkopf von Andreas Föhr, Audio Media Verlag München, 6 CDs, gekürzt 448 Min., ISBN 978-386804-616-8.
- 2012: Karwoche von Andreas Föhr, Audio Media Verlag München, 6 CDs, gekürzt 430 Min., ISBN 978-386804-698-4.
- 2013: Totensonntag von Andreas Föhr, Audio Media Verlag München, 6 CDs, gekürzt 420 Min., ISBN 978-38398-1262-4
- 2015: Doctor Who: Shada von Douglas Adams und Gareth Roberts, Audible Studios, ungekürzt 667 Min.
- 2015: Doctor Who: Die Stadt des Todes von Douglas Adams, David Fisher und James Goss, Audible Studios, ungekürzt 537 Min.
- 2017: Doctor Who: Der Piratenplanet von Douglas Adams und James Goss, Audible Studios, ungekürzt 773 Min.
- 2017: Doctor Who: Die Hand des Omega von Ben Aaronovitch, Bastei Lübbe, gekürzt 279 Min., ISBN 978-37857-5489-4
- 2018: Doctor Who: Der neunte Schlüssel von Mark Gatiss, Bastei Lübbe (Lübbe Audio), gekürzt 290 Min., ISBN 978-37857-5680-5
- 2018: Eifersucht – Ein neuer Fall für Rachel Eisenberg Andreas Föhr Argon Verlag GmbH, 2018 by Knaur Verlag
- 2021: Der Spezialist von Lee Child, Random House Audio, ISBN 978-3-8371-5800-7
- 2022: Talberg 1977 von Max Korn, Random House Audio, ISBN 978-3-8371-5788-8 (Hörbuch-Download)
- 2023: Der Sündenbock von Lee Child & Andrew Child, Random House Audio, ISBN 978-3-8371-5800-7 (Ein Jack-Reacher-Roman, Hörbuch-Download)
- 2024: Der Einzelgänger von Lee Child, Random House Audio, ISBN 978-3-8371-6927-0 (Hörbuch-Download, 12 Jack-Reacher-Stories)
- 2025: Lee Child & Andrew Child: Der Puma (Ein Jack-Reacher-Roman), Random House Audio, ISBN 978-3-8371-6958-4